# General-Anzeiger (Wesel)
Der General-Anzeiger war eine Tageszeitung, die von 1880 bis 1964 in Wesel herausgegeben wurde.

## Geschichte
Der General-Anzeiger gilt als Nachfolgezeitung des zunächst in Hamm erscheinenden „Sprechers“, der 1841 durch den Weseler Verleger August Bagel aufgekauft worden war. Am 18. Januar 1880 erschien die von Karl Voß herausgegebene Erstausgabe der Zeitung mit einer Auflage von 5000 Exemplaren. Sie avancierte zu einer der führenden Zeitungen in der Stadt Wesel, neben der Weseler Zeitung und der Weseler Volkszeitung, und hatte darüber hinaus eine hohe Verbreitung im übrigen Kreis Rees sowie im Kreis Dinslaken und in Teilen des linken Niederrheins. Der General-Anzeiger diente auch als Anzeigenblatt des Kreises Dinslaken. Das genaue Verbreitungsgebiet änderte sich im Zeitverlauf und die Auflage wuchs auf 11.000 Exemplare.
Einen Einschnitt stellte die Machtergreifung der Nationalsozialisten dar. Sie führte dazu, dass die Verlegerfamilie Müller unter starkem politischen Druck die Zeitung am 1. August 1934 an Heinrich Peitsch verkaufte. Auch unter dessen Leitung geriet die Zeitung unter Druck und wurde durch den von den Nationalsozialisten eingesetzten Bürgermeister Otto Borgers mehrfach vorübergehend für einige Tage verboten, ebenso wurde das Tragen des Stadtwappens untersagt. 1943 wurde die Druckerei stillgelegt und die Zeitung in ihrer eigenständigen Form damit vorerst eingestellt. Als Bestandteil der Klever Zeitung Volksfreund konnte sie bis zum 14. Februar 1945 dennoch weiter aufgelegt werden. Die Druckerei Peitsch in der Hohen Straße in Wesel wurde am 16. Februar 1945 im Kriegsverlauf zerstört.
Nach Kriegsende war aufgrund von Lizenzbestimmungen eine Neuauflage erst rechtlich nicht möglich, zudem gab es nach der Zerstörung zunächst keine Druckerei. Erst am 1. September 1952 konnte die Zeitung als „General-Anzeiger für Wesel, Kreis Rees und den Niederrhein. Unabhängige Heimatzeitung, Öffentlicher Anzeiger Rees, Emmericher Tageblatt“ wieder erscheinen. Sie war damit die einzige aller niederrheinischen Heimatzeitungen, die nach der Zeit des Nationalsozialismus und Zweitem Weltkrieg wieder erschienen. Als Heimatzeitung vermittelte sie auch in der jungen Bundesrepublik Inhalte aus der Region, ohne überregionalen Teil wie die neu aufgetretenen Konkurrenzblätter Rheinische Post und Neue Rhein Zeitung. Die Druckerei befand sich zunächst in einem ehemaligen Stallgebäude der Reitzensteinkaserne und ab 1958 im neuen Verlagshaus an der Luisenstraße in Wesel. Am 31. Juli 1964 stellte der General-Anzeiger mit seiner letzten Ausgabe das Erscheinen ein. Ursache war einerseits die starke Konkurrenz durch RP und NRZ sowie nach Angaben des Verlegers „ein Mangel an Fachkräften“.